# CXI
씨엑스아이(CXI) 혹은 씨엑스아이헬스케어테크놀리지그룹리미티드(영어: CXI Healthcare Technology Group)는 코스닥 시장에 상장된 케이맨 제도의 기업으로, 중국 내에서의 건강식품 생산 및 판매를 영위하고 있다.

## 종속 기업
- 복건영생활력생물공정유한공사
- 복건금산대도건강과기유한공사

## 투자
2024년 투자업을 하는 중국 자회사 절강정성건강과기그룹에 약 220억원을 출자하였다.
2023년 현물출자를 통해 2533만주의 신주를 발행하며 버진아일랜드 소재 기업 쉬우엔글로벌의 지분 13%(1300주)를 취득하였다.